# 格洛丽亚·约里亚蒂
格洛丽亚·约里亚蒂（義大利語：Gloria Ioriatti，2000年5月18日—），意大利女子短道速滑运动员，2024年世界短道速滑锦标赛混合2000米接力银牌得主、2025年世界短道速滑锦标赛混合2000米接力银牌得主。